# Pavel Petřikov starší
Pavel Petřikov (Petříkov) starší (* 1. července 1959 Slaný, Československo) je bývalý československý a český zápasník–judista, medailista z mistrovství světa a Evropy a trojnásobný účastník letních olympijských her.

## Sportovní kariéra
S judem začínal v Kralupech nad Vltavou pod vedením Jana Maršálka. Později přestoupil do Prahy na Folimanku do klubu Vysokých škol Praha (dnešní USK). Na vojnu narukoval do Banské Bystrice, kde se armádním sportovním centru Dukly připravoval do roku 1988. V československé reprezentaci se prosadil v nejlehčí superlehké váze do 60 kg v olympijském roce 1980 a výbornými výkony si řekl o nominaci na olympijské hry v Moskvě. Ve čtvrtfinále nestačil na Francouze Thierry Reye. Francouz ho však postupem do finále vytáhl do oprav, ve kterých se probojoval do souboje o třetí místo proti domácímu Sovětu Arambiji Jemižovi a obsadil páté místo. Na tento úspěch navázal v roce 1981 medailovými zisky z velkých sportovních akcí mistrovství Evropy a světa. O účast na olympijských hrách v Los Angeles v roce 1984 ho však připravil bojkot zemí východního bloku. Od roku 1987 přešel do vyšší pololehké váhy do 65 kg, ve které se kvalifikoval na olympijské hry v Soulu. Po výborném taktickém výkonu v prvních kolech ve čtvrtfinále nestačil na Maďara Tamáse Bujkó a Maďarovou prohrou v semifinále přišel o možnost startu v opravách. Od roku 1989 působil jako aktivní judista a trenér v nově vzniklém tréninkovém centru v Hradci Králové zaměřené na ženské vrcholové judo. V roce 1992 se kvalifikoval na olympijské hry v Barceloně. Po výborném taktickém výkonu ve druhém kole proti ruskému favoritovi Sergeji Kosmyninovi nestačil v dalším kole na maďarské judo reprezentované Józsefem Csákem. Vzápětí ukončil sportovní kariéru.
Po skončení sportovní kariéry pracoval jako instruktor a vedoucí vrcholového sportovního centra v Hradci Králové. Několik let působil jak šéftrenér české ženské reprezentace. K judu přivedl svého syna Pavla, který navázal na jeho úspěšnou sportovní kariéru.

## Výsledky
| Turnaj             | 1980            | 1981            | 1982            | 1983            | 1984            | 1985            | 1986            | 1987           | 1988           | 1989           | 1990           | 1991           | 1992           |
| Turnaj             | 21              | 22              | 23              | 24              | 25              | 26              | 27              | 28             | 29             | 30             | 31             | 32             | 33             |
| Turnaj             | superlehká váha | superlehká váha | superlehká váha | superlehká váha | superlehká váha | superlehká váha | superlehká váha | pololehká váha | pololehká váha | pololehká váha | pololehká váha | pololehká váha | pololehká váha |
| ------------------ | --------------- | --------------- | --------------- | --------------- | --------------- | --------------- | --------------- | -------------- | -------------- | -------------- | -------------- | -------------- | -------------- |
| Olympijské hry     | 5.              |                 |                 |                 | —               |                 |                 |                | úč.            |                |                |                | úč.            |
| Mistrovství světa  |                 | 2.              |                 | úč.             |                 | úč.             |                 | úč.            |                | 5.             |                | úč.            |                |
| Mistrovství Evropy | —               | 3.              | 5.              | —               | úč.             | 5.              | 7.              | 7.             | 5.             | 3.             | úč.            | —              | —              |

## Zajímavosti
V pořadu olympijský magazín České televize uvedl, že se narodil jako Pavel Petříkov. Jako Petříkov je uvedený v rodném listě, ale tehdejší úřady mu vydaly občanský průkaz s krátkým Petřikov.
Méně známá je rovněž informace, že si zahrál v pohádce Ať žijí duchové! (1977), kde hrál jednoho z trpaslíků. Konkrétně toho, co tahá fanku.